# Adórendszer
Az adórendszer közgazdasági és jogi fogalom is.
Közgazdasági szempontból az állami költségvetés bevétele, melynek befizetése kötelező, de az állam közvetlen ellenszolgáltatást nem nyújt az adófizetők részére. A közvetett szolgáltatás a költségvetésen keresztül és más jogviszonyokban jelentkezik, ezek azonban az adójogviszonytól függetlenek. Az adóztatás fontos osztálypolitikai célt is szolgál a polgári államokban a főleg a lakosságot terhelő vagyon-, és fogyasztási adók a költségvetés bevételi oldalának megalapozói és az államapparátus eltartására szolgálnak. Az adórendszer azoknak az adónemeknek az összessége, amelyeket egy adott államban együtt alkalmaznak.
A gazdasági-pénzügyi politikai célok, nemcsak az egyes adókkal kapcsolatban tartalmazza a konkrét adóelveket és elérendő szabályozási célokat, de mindig tekintettel van az egész adórendszerre, mert a gazdaságpolitikának a gazdasági összhatással is számolni kell, ami az adók külön-külön való alkalmazása révén egyes adóalanyoknál koncentráltan jelentkezik.
Az adórendszerben különböző szempontok szerint csoportosítják az adókat.  
- A rendes és rendkívüli adók közötti megkülönböztetés alapja az, hogy a rendes adók állandó elemei az adórendszernek, míg a rendkívüliek alkalmazását különleges politikai és gazdasági szempontok indokolják.
- Személyi és tárgyi adók közül az előbbiek az alanyok egyéni életkörülményeit, vagy szociális helyzetét méltányolják (életkor, családtagok száma, rokkantság) a tárgyi adók szabályai csak az adóforrásra és az adótárgyra vonatkoznak (jövedéki adók)
- Az egyenes és közvetett adók közötti megkülönböztetés lényege, hogy az egyenes adó terhe a jogszabály szerinti adóalanynál jelentkezik, míg a közvetett adók terhét áthárítják. (áfa) Ezt a jogalkotó nemcsak megengedi, de egyenesen ezzel számol.

Az adóalany, aki az adó megfizetésére kötelezett, e mellett az a másik személy, aki az adóterhet ténylegesen viseli az áthárítás folytán.
Az egyes adók a legkülönfélébb szempontok szerint oszthatók be az egyes csoportokba. A közgazdasági szemlélet abban az alakban vizsgálja az adókat, ahogyan azt az állam a forrásnál megragadja. Az adók általában központosított állami bevételek, a helyi adók köre viszonylag szűk. Különbséget kell tenni a helyi adók és a helyi adóztatási jog között. Az első fogalom arra utal, hogy mely szerv költségvetési bevételi oldalát gyarapítják (központi bevétel, vagy önkormányzati bevétel), az utóbbi azt fejezi ki, hogy az önkormányzati szervek mely „új” adókat rendszeresíthetik.
Az adórendszer jogi fogalmát nem határozzák meg (definiálják) jogszabályok. Az adóigazgatási szabályok előírhatják, hogy az egyes kötelező befizetéseket a jogszabályok szempontjából adónak, kell tekinteni.
Az adójog rendszerébe tartoznak a jogszabályok által alkalmazható adónemekre vonatkozó anyagi és (több adóra közös) eljárási szabályok. A rendszer kialakítható adók közgazdasági csoportosítása szerint is: vagyonadók, forgalmi adók jövedelemadók stb. Célszerűbb azonban a gazdaságpolitika irányait követve az adóalanyok főbb csoportjait alapul véve. (Lásd jogszabály gyűjteményekben)

## Az adókötelezettségMagyarországon
Általános tévedés, hogy az adókötelezettség kizárólag az adó időben történő megfizetését jelenti. Az adókötelezettség az érvényes magyar adójog szerint a következőkből áll:
- bejelentés, nyilatkozattétel
- adómegállapítás
- bevallás
- adófizetés, adóelőleg fizetés
- bizonylat kiállítása és megőrzése
- nyilvántartás vezetése
- adatszolgáltatás
- adólevonás, adóbeszedés

Az adó-, illetve adóelőleg fizetés természetesen a legfontosabb adókötelezettség, azonban a többi adókötelezettség nem, vagy nem határidőre, vagy nem a megadott módon történő teljesítése gyakran ugyanakkora ha nem nagyobb adóbírsággal járhat, mint az adó fizetésének nem teljesítése. A fenti listán szereplő fogalmak egy része önmagáért beszél, mások nem. Azt hihetnénk, hogy  adóbeszedésre csak az adóhatóság jogosult. Ez azonban sajnos nem így van. Amikor például könyvet vásárolunk, akkor a könyvesbolt 5% általános forgalmi adót szed be tőlünk. A magyar adórendszer a bonyolultabbak közé tartozik. A fenti kötelezettségek teljesítésének módját az adózás rendjéről szóló 2003. évi XCII. törvény írja le részletesen.

### Az adózás rendje (eljárási szabályok)
- Adóbevallás
- Adó elengedése (méltányosság)
- Adópótlékok
- Az adóbehajtás.
- Az adótitok.
- Az adócsalás.
- Az adó elévülése.
- Adóhatóságok Magyarországon
- Helyi adó
- Adók módjára behajtandó köztartozások
- Adóügyi jogsegély államok között

### Az adórendszert általában érintő főbb jogszabályokról
A rendszerváltást követő, a megváltozott társadalmi és gazdasági folyamatokat tükröző, az adózási eljárásokat összefoglaló törvény Az adózás rendjéről szóló 1990. évi XCI. törvény volt, amely számos módosítással egészen 2003-ig volt érvényben, amikor is újrakodifikálták, Az adózás rendjéről szóló 2003. évi XCII. törvényként. Az újrakodifikálás célja az volt, hogy az egyes adónemeket érintő jogszabályok és az eljárásjog áttekinthető módon elkülönüljön egymástól. Sajnos a törvény kihirdetése pillanatában sem felelt meg maximálisan ennek a követelménynek. Azóta pedig számos ún. saláta törvény született, amikor is egyetlen törvényben számos adónemmel kapcsolatos módosítást, esetenként pedig új adónemek bevezetését rendelte el az Országgyűlés. Ennek legismertebb példája az Egyes pénzügyi tárgyú törvények módosításáról szóló 2006. évi LXI törvény.
Elsősorban a társaságok adózásánál kell tekintettel lenni A gazdasági társaságokról szóló 2006. évi IV. törvényre, mert a társaság formájának számos az adózással kapcsolatos következménye van. Talán még ennél is fontosabb azonban a többszörösen módosított A számvitelről szóló 2000. évi C. törvény. Egyes gazdasági események számviteli megítélésének, még inkább rosszul megítélésének, ugyanis komoly adózási következményei lehetnek.